# Bitka za Westerplatte
Bitka za Westerplatte bila je prva bitka Drugog svjetskog rata u Europi te ujedno i prva bitka Njemačke invazije na Poljsku. Bitka je započela 1. rujna 1939. godine kada su njemačke mornaričke snage u suradnji s policijom Slobodnog grada Danziga napale poljsko vojno skladište na poluotoku Westerplatte. Poljske vojne snage pružale su otpor punih sedam dana.
Obrana Westerplattea služila je kao izvor inspiracije u daljnjim operacijama poljskih oružanih snaga protiv daleko nadmoćnije vojne sile nacističke Njemačke te se i dan danas smatra simbolom otpora.

## Pozadina
Visoki časnik Lige naroda koji je bio zadužen za Danzig dopustio je poljacima držanje samo 82 vojnika na poluotoku (kasnije do 209) Westerplatte koji su osiguravali skladište s mornaričkim naoružanjem i projektilima. 6. ožujka 1939. godine Poljska je pokušala poslati pojačanje u obliku 120 dodatnih vojnika, što Danzig nije dočekao s odobrenjem te su poljaci bili prisiljeni opozvati pojačanje zbog rizika od eskalacije oružanog sukoba.
Vojno skladište kanalom je bilo odvojeno od luke Danzig te je s kopnom bilo povezano malim mostićem, dok je poljski dio poluotoka od teritorija Danziga dijelio samo zid od opeke. Infrastrukturi poluotoka nedostajali su bunkeri i podzemni tuneli, stoga su sveobuhvatne obrambene šanse Poljaka u početku bile male. Poluotok je imao samo pet betonskih stražarnica koje su bile skrivene unutar visokog raslinja. Također, poljaci su na raspolaganju imali veliku vojarnu te su u okolici iste imali spremne obrambene mehanizme poput rovova i barikada. Nekoliko zgrada bilo je izgrađeno od jakog betona što je u konačnici i omogućilo pružanje otpora punih sedam dana.

## Uvod u bitku
Krajem kolovoza 1939. godine Poljaci su povećali broj trupa na poluotoku s 82 na 210. Vojnici su bili opremljeni s jednim poljskim topom od 76.2 mm, dva protutenkovska topa kalibra 37 milimetara, četiri minobacača i s nekoliko srednje teških strojnica.
Krajem kolovoza iste godine, njemački bojni brod Schleswig-Holstein uplovio je u luku Danzig pod izlikom mirne posjete, te se usidrio 150 metara od obale. Operacija je trebala biti pokrenuta četiri dana ranije, odnosno 26. kolovoza, ali je pokretanje odgođeno zbog potpisivanja pakta zajedničke obrane Poljske i Ujedinjenog Kraljevstva.
Njemačke snage brojile su 1500 vojnika pod zapovjedništvom SS-a te 225 marinaca pod zapovjedništvom časnika Wilhelma Henningsena.

## Bitka
Dana 1. rujna u 04:48 sati po lokalnom vremenu Njemačka je započela invaziju na Poljsku. Njemački bojni brod Schleswig-Holstein započeo je teško artiljerijsko bombardiranje na poljski garnizon. Artiljerijska vatra pogodila je najizloženije objekte te napravila nekoliko rupa u skladištima koji u kojima se skladištilo gorivo. Nakon osam minuta od početka napada, tri voda njemačke pješadije krenula su u napad, a potpora im je bio inženjerijski vod koji je eksplozivima uništio prepreke za prolazak do poluotoka.
Stožerni narednik Wojciech Najsarek prva je žrtva Drugog svjetskog rata, a poginuo je kad ga je usmrtila njemačka strojnica. Nakon što su se tri voda probila do poluotoka, dočekala ih je dobro pripremljena zasjeda te su se našli usred unakrsne vatre Poljaka. Nijemcima je nakon toga ostalo jako malo prostora za manevar pošto su također naišli na bodljikavu žicu koja onemogućava napredovanje na tlu. Poljaci su efektivno neutralizirali sve njemačke strojnice i zaustavili daljnji napad. U obrani je sudjelovao i poljski top koji je uspio ispaliti 28 komada streljiva prije nego što ga je uništio brodski projektil.
U 06:22 po lokalnom vremenu, njemački marinci putem radio veze javljaju nadređenima na brodu da trpe velike gubitke. Nedugo nakon toga policija Danziga pokušala je uspostaviti kontrolu nad poluotokom s druge strane, no i oni bivaju poraženi. U tom trenutku ubijeno je 50 njemačkih i 7 poljskih vojnika.
Njemačke snage pokušavaju ponovno u 08:55 po lokalnom vremenu. Ovog puta naišli su na mine, padnuta stabla i intenzivnu vatru te je njihov drugi napad uspješno odbijen. Prije drugog napada bojni brod je isto kao i prije prvog napada bombardirao položaje Poljaka, ispalivši sveukupno oko 800 projektila. Poljaci su se nakon drugog napada povukli dublje na poluotok i započeli s pripremanjem dodatne obrane. U drugom napadu ubijeno je 16 njemačkih marinaca, dok ih je 120 ranjeno.
Tijekom narednih dana bojni brod njemačke mornarice nastavlja intenzivno bombardiranje poljskih položaja, uništavajući pritom poljske minobacače, jedno skladište, dio logistike i dio komunikacija. U noći između 3. i 4. rujna Poljaci su odbili još njemačkih pokušaja. Dan kasnije, torpedo je uništio određeni broj obrambenih mehanizama koji su bili postavljeni prema moru te su poljski položaji bili izloženi za daljnjim napadima.
5. rujna razmatrala se predaja cijelog poluotoka, ali zamjenik zapovjednika Sucharskog, kapetan Franciszek Dąbrowski, odbio je izvršiti takvu naredbu te je preuzeo zapovjedništvo nad vojnicima.
6. rujna u 03:00 pokrenuti su novi napadi protiv Poljaka, ovog puta mnogo većeg intenziteta. Nijemci su putem tračnica poslali gorući vlak s kojim su planirali zapaliti okolnu šumu i eventualno oštetiti velika skladišta goriva. Plan nije uspio jer je vozač vlaka prerano odvojio lokomotivu od vagona. Drugi takav pokušaj njemačka vojska izvela je u popodnevnim satima, ali je on također propao.
U to vrijeme invazija je sve više napredovala, a Wehrmacht je već bio nadomak Varšave, stoga je zapovjednik Suchanski pozivao na predaju. Poljski ranjeni vojnici bili su u sve težem stanju, a zabilježena je čak i pojava gangrene. U 04:30 po lokalnom vremenu, njemački vojnici otvorili su intenzivnu vatru na poljske položaje koja je trajala sve do 07:00. Bacači plamena uništili su dvije stražarnice, a teško oštetile još dvije.
U 09:45 po lokalnom vremenu, Poljaci su se predali. Nakon predaje svi vojnici su postali ratni zarobljenici, a nekolicina je smrtno stradala prilikom nehumanih ispitivanja (vezist Kazimierz Rasiński ubijen je tijekom ispitivanja jer nije htio odati radio kodove poljske vojske).

## Filmografija
Bitka je tema dvaju poljskih filmova,  Westerplatte iz 1967. i Tajemnica Westerplatte (Tajna Westerplattea) iz 2013.